# Jean Gourret
Jean Gourret, né le 29 juillet 1933 à Boulogne-Billancourt et mort le 22 septembre 2006 à Fontainebleau, est un historien musicologue français.

## Biographie
Jean Gourret est le petit-fils du botaniste Paul Gourret, le fils de Léon Gourret, ingénieur, et le père de l’écrivain Philippe Guénin.
Il obtient un doctorat en droit (spécialisation histoire du droit) à l’université de Paris en 1957 après avoir écrit une thèse sur le cardinal canoniste Thomas Gousset.
Passionné d’histoire et d’art lyrique, il a écrit plusieurs livres consacrés à l’Opéra de Paris ainsi qu’une méthode de chant.

## Publications
- Vivre l’Opéra avec les chanteurs, éditions Albatros, 1975[2]. Dans sa préface, Clym[3] écrit que « Jean Gourret est un analyste au style vivant, nous faisant pénétrer le monde merveilleux du Chant. Il évoque la psychologie des interprètes, leurs aventures quotidiennes, leurs réactions devant les problèmes de la vie et d’un métier aussi difficile qu’enivrant ».
- Histoire de l’Opéra de Paris 1669-1971, éditions Albatros, 1977[4]. Préface de Jacques Bourgeois.
- Histoire de l’Opéra-Comique 1669-1971, éditions Albatros, 1977. Préface de Jean Giraudeau. L’auteur retrace de façon très détaillée, du XVIIe siècle jusqu’au XXe siècle, l’histoire de l’Opéra-Comique.
- Les prestigieux ténors de l’Opéra de Paris, éditions Le Sycomore, 1980. Dans sa préface, Jacques Doucelin[5], critique musical au Figaro, écrit : « La passion de Jean Gourret c’est d’abord celle des voix et des chanteurs. Elle lui donne la patience et la persévérance d’accomplir à la Bibliothèque de l’Opéra et aux Archives Nationales un travail de bénédictin d’où il ramène une mine de renseignements ».
- Le miracle Liebermann, éditions Le Sycomore, 1980[6], consacré à Rolf Liebermann qui fut administrateur de l’Opéra de Paris (1973-1980).
- Ces hommes qui ont fait l’Opéra 1669-1984 éditions Albatros, 1984[7]. Préface d’André Chabaud[8]. Un ouvrage d’érudition sur l’histoire des directeurs de l’Opéra de Paris.
- Encyclopédie des cantatrices de l’Opéra de Paris, éditions Mengès, 1981[9]. Préface de François Lesure, ancien conservateur à la Bibliothèque nationale.
- L’art du chant et la médecine vocale en collaboration avec le professeur Jean Labayle[10], 1984[11].
- Histoire des salles de l’Opéra de Paris, éditions Guy Trédaniel, 1985. Préface de Jean-Pierre Samoyaut, ancien conservateur du musée du château de Fontainebleau.
- Dictionnaire des cantatrices de l’Opéra de Paris, éditions Albatros, 1987[12]. Préface de Jean Macabiès. « Jean Gourret est de ces amoureux inconsolables et gais, que rien ne saurait guérir de la frustration de n’avoir pu vivre, au jour le jour, trois siècles de vie lyrique parisienne. Lui s’en évade par une sorte de jubilation, née d’approches renouvelées de l’objet aimé, nourries de découvertes gourmandes cueillies dans les grimoires. » (Jean Macabiès, critique musical au Figaro).
- Dictionnaire des chanteurs de l’Opéra de Paris, éditions Albatros, 1982, réédition augmentée 1989[13]. Dans sa préface, Paul Séramy écrit : « Comme la géographie a eu son Vidal de la Blache, le latin son Gafiot, comme la Révolution française a eu son Furet, l’Art lyrique a Jean Gourret. Cette érudition presque maniaque, Jean Gourret l’a nourrie d’abord et avant tout de passion ».